# کارل ایبرت
کارل ایبرت (آلمانی: Carl Ebert; ۲۰ فوریهٔ ۱۸۸۷ – ۱۴ مهٔ ۱۹۸۰) بازیگر تئاتر، بازیگر سینما و کارگردان تئاتر اهل آلمان بود.
از فیلم‌ها یا برنامه‌های تلویزیونی که وی در آن نقش داشته‌است می‌توان به گولم، تاجر ونیزی، فردای نامشخص، ویلیام تل، و بوداهای زنده اشاره کرد.